# Wilfred Paling
Wilfred Paling (7 avril 1883 - 17 avril 1971) est un homme politique travailliste britannique ,.

## Biographie
Il est né à Marehay, Derbyshire, l'un des huit enfants d'un mineur de charbon. Il quitte l'école primaire de Ripley à l'âge de 13 ans et prend un emploi occasionnel dans des entreprises locales de plomberie et de construction. Lorsque la famille déménage à Huthwaite dans le Nottinghamshire, il commence à travailler à New Hucknall Colliery, participant également à des cours du soir organisés par la Workers Educational Association en politique, économie et histoire syndicale. Il obtient une bourse pour étudier l'exploitation minière au University College Nottingham. De retour au Nottinghamshire Coalfield, il devient permanent de la fédération locale des mineurs et membre du Parti travailliste indépendant.
En 1912, il quitte le Nottinghamshire car ses activités syndicales et politiques l'empêchent de trouver un emploi dans la région. Il s'installe dans le West Riding of Yorkshire pour travailler à Bullcroft Colliery près de Doncaster. Peu de temps après, il est élu au comité de la Yorkshire Miners 'Association et, en 1917, il devient vérificateur de poids dans les mines . Il débute en politique locale en 1919 lorsqu'il est élu au West Riding County Council et à Bentley avec Arksey Urban District Council.
Aux élections générales de 1922, Paling est élu député de Doncaster, et réélu en 1923, 1924 et 1929  . Il est un Junior Lords du Trésor 1929–1931. Il est battu aux élections générales de 1931, lorsque le Parti travailliste perd de nombreux sièges au profit de candidats du gouvernement national.
En 1933, il retourne à la Chambre des communes lorsqu'il est réélu sans opposition à une élection partielle à Wentworth. Il est réélu aux élections générales de 1935 et 1945 . Il a la plus grande majorité de tous les députés aux élections générales de 1945: 35 410 voix.
Il rejoint le Cabinet de guerre de Churchill comme Lords du Trésor, en 1940 et est secrétaire parlementaire du ministère des Pensions de 1941 à 1945 . Il est nommé conseiller privé en 1944. Dans le Gouvernement Attlee formé après la guerre, il est ministre des pensions de 1945 à 1947; et Postmaster-General de 1947 à 1950.
La circonscription de Wentworth est abolie par la loi de 1948 sur la représentation du peuple à compter des élections générales de 1950. Paling est élu pour le nouveau siège de Dearne Valley et réélu en 1955. Il prend sa retraite du Parlement aux élections générales de 1959 .
Paling épouse Elizabeth Hunt de Huthwaite et ils ont deux enfants. Il meurt chez lui à Scawthorpe, près de Doncaster, en avril 1971.